# Macronoctua
Macronoctua is een geslacht van vlinders van de familie uilen (Noctuidae), uit de onderfamilie Hadeninae.

## Soorten
- M. dolens Druce, 1909
- M. onusta Grote, 1874